# (5884) Dolezal
(5884) Dolezal es un asteroide perteneciente al cinturón de asteroides, región del sistema solar que se encuentra entre las órbitas de Marte y Júpiter, más concretamente a la familia de Dora, descubierto el 24 de septiembre de 1960 por Cornelis Johannes van Houten en conjunto a su esposa también astrónoma Ingrid van Houten-Groeneveld y el astrónomo Tom Gehrels desde el Observatorio del Monte Palomar, Estados Unidos.

## Designación y nombre
Designado provisionalmente como 6045 P-L. Fue nombrado Dolezal en homenaje a Erich Dolezal. Fue un escritor y divulgador de astronomía y ciencia espacial. Tras redactar muchísimos libros, terminó convirtiéndose en Asesor Científico de Radio Austria en Viena, donde dio numerosas conferencias a escolares y adultos. En 1949, fue cofundador de la Sociedad Austríaca de Investigación Espacial que finalmente se fusionó con la Federación Internacional de Astronáutica.

## Características orbitales
Dolezal está situado a una distancia media del Sol de 2,772 ua, pudiendo alejarse hasta 3,320 ua y acercarse hasta 2,224 ua. Su excentricidad es 0,197 y la inclinación orbital 7,215 grados. Emplea 1685,89 días en completar una órbita alrededor del Sol.

## Características físicas
La magnitud absoluta de Dolezal es 13,3. Tiene 12,261 km de diámetro y su albedo se estima en 0,062. 